# Vympel R-73
El Vympel R-73 (en ruso: P-73; designación OTAN: AA-11 Archer) es un misil aire-aire soviético desarrollado por el Buró de Construcción de Maquinaria NPO Vympel. Actualmente es el misil aire-aire de corto alcance más moderno de Rusia. En 2006, era considerado como una de las más formidables armas del combate aéreo moderno[cita requerida].

## Desarrollo
El R-73 fue desarrollado para reemplazar al anterior misil de corto alcance Molniya R-60 para el uso de combate cercano por los aviones de combate de la Unión Soviética. Los trabajos comenzaron en 1973, y los primeros misiles entraron en servicio en 1985.
El R-73 es un misil de guía infrarroja con una cabeza buscadora termosensible, refrigerada criogénicamente, con una substancial capacidad "off-boresight": el buscador puede "ver" objetivos hasta unos 60° de la línea central del misil.

Puede ser enlazado a una mira montada en el casco, permitiendo a los pilotos del Su-27 y del MiG-29 apuntar a objetivos por medio de su vista. El alcance mínimo de intercepción es de unos 300 metros de distancia del objetivo, con un alcance aerodinámico máximo de unos 30 kilómetros de distancia del objetivo a gran altura.
El R-73 es un misil altamente maniobrable gracias a la orientación de gases de escape ("thrust vectoring"), y en muchos aspectos es considerado superior al AIM-9 Sidewinder norteamericano, vendido a Irán para armar a los F-14 que muchos consideran es la base de su desarrollo.
Desde 1994 el R-73 ha sido actualizado en producción al estándar R-74EM (originalmente R-73M), que entró en servicio en 1997. El R-74EM posee mayor alcance de combate y un mayor ángulo de visión del buscador, así como contra-contramedidas electrónicas mejoradas.
El arma es empleada por los cazas de Rusia MiG-29, MiG-31, Su-25, Su-27, Su-30, la versión naval Su-33 y el nuevo Su-35, y puede ser transportado por variantes modernizadas de los modelos de MiG-21, MiG-23 y Su-24. 
También puede ser transportado por helicópteros de ataque rusos, incluyendo el Mil Mi-24, el Mil Mi-28, y el Kamov Ka-50.

## Historial de combate
El 24 de febrero de 1996, dos Cessna 337 de Hermanos al Rescate fueron derribados por un MiG-29UB cubano.

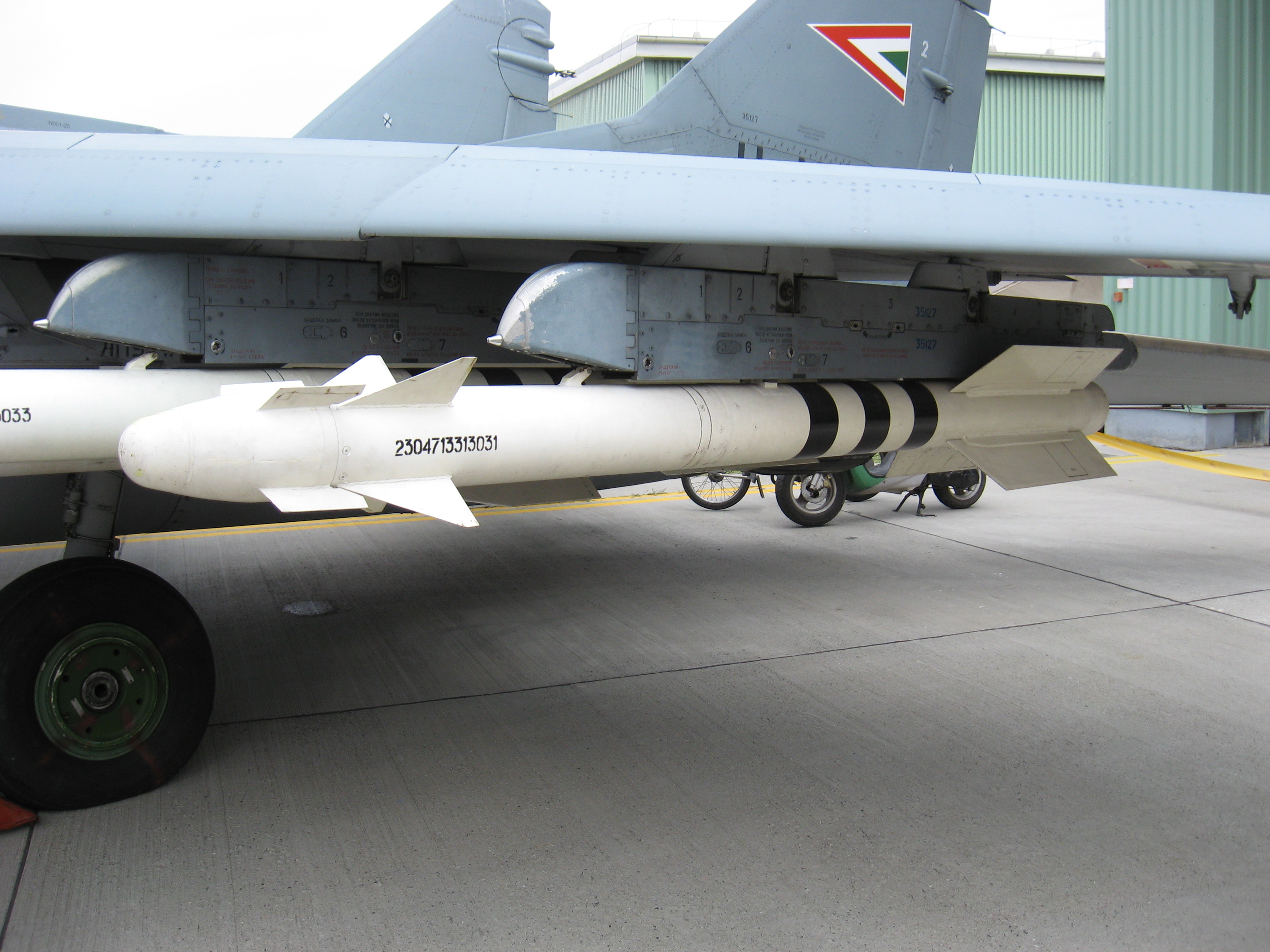
Un misil R-73 bajo el ala de un MiG-29 de la Fuerza Aérea Húngara.

Durante la guerra entre Eritrea y Etiopía entre mayo de 1998 y junio de 2000, se utilizaron misiles R-73 en combate por cazas etíopes Su-27 y MiG-29 eritreos.
El 18 de marzo de 2008, un MiG-29 Fulcrum de la Fuerza Aérea de Rusia interceptó un UAV georgiano Elbit Hermes 450 sobre Abjasia. El piloto del MiG-29 lanzó un misil R-73 que destruyó el UAV.

## Usuarios

### Actuales
- - Argelia
- - Bangladés
- - Bulgaria
- - China
- - Cuba
- - Egipto
- - Eslovaquia
- - Eritrea
- - Etiopía
- Georgia
- India
- Indonesia
- Irán
- Malasia
- Corea del Norte
- Perú
- Polonia
- Rusia
- Serbia
- Ucrania
- Venezuela
- Vietnam
- Yemen

### Anteriores
- Alemania Oriental - Fuerza Aérea de Alemania oriental
- Hungría - Hungría
- Rumania - Rumania

### Desarrollos anteriores
- Vympel R-3
- Molniya R-60

### Misiles similares
- AIM-9 Sidewinder
- Matra R.550 Magic